# 룽게-쿠타-펠베르크 방법
수치 해석에서 룽게-쿠타-펠베르크 방법(Runge-Kutta-Fehlberg方法, 영어: Runge–Kutta–Fehlberg method)은 적분 방정식 중 초기값 문제를 푸는 방법 중 하나이다. 룽게-쿠타 방법의 최종 계산 부분에 4차의 정확도를 가진 방법과 5차의 정확도를 가진 방법을 적응적으로 이용해, 둘 사이의 차이를 이용해 오차를 예측하고 오차가 커서 정확한 계산이 필요할 때는 5차를, 4차로도 충분할 때는 4차를 이용한다.

## 역사
1900년 경 독일의 수학자 카를 다비트 톨메 룽게와 마르틴 빌헬름 쿠타가 개발한 룽게-쿠타 방법을 에르빈 펠베르크(Erwin Fehlberg)가 개량하였다. 

## 표시
존 찰스 부처가 만든 부처 태블로 밑에 한 줄을 추가하는 방법으로 나타낼 수 있다.
기본적인 펠베르크 방법인 RKF45의 부처 태블로는 다음과 같다.
|  | 0     |           |            |            |             |        |      |
|  | 1/4   | 1/4       |            |            |             |        |      |
|  | 3/8   | 3/32      | 9/32       |            |             |        |      |
|  | 12/13 | 1932/2197 | −7200/2197 | 7296/2197  |             |        |      |
|  | 1     | 439/216   | −8         | 3680/513   | −845/4104   |        |      |
|  | 1/2   | −8/27     | 2          | −3544/2565 | 1859/4104   | −11/40 |      |
|  |       | 16/135    | 0          | 6656/12825 | 28561/56430 | −9/50  | 2/55 |
|  |       | 25/216    | 0          | 1408/2565  | 2197/4104   | −1/5   | 0    |

## 같이 보기
- 룽게-쿠타 방법